# Toppers in concert 2012
Toppers in concert 2012, The Love Boat Edition is de naam van de concerten op 17, 18 en 19 mei 2012 van De Toppers in de Amsterdam ArenA en de gelijknamige cd en dvd.

## Toppers 2012
In de achtste ArenA-editie van de Toppers beklommen de drie Toppers Gerard Joling, René Froger en Jeroen van der Boom wederom de ArenA. Ditmaal zonder Gordon Heuckeroth.
Het thema van Toppers 2012 was The Love Boat. Met als dresscode: Marineblauw met wit. Voor het eerst was er dit jaar een aparte webshop geopend voor alle kleding van Toppers 2012.
Net als vorig jaar brachten de Toppers dit jaar een single uit. Topper van Je Eigen Leven was ook ditmaal gratis te downloaden op 5minuten.tv.
Gastoptredens werden dit jaar verzorgd door Paul de Leeuw, Glennis Grace, Paul Turner, Chico & The Gypsies , Lange Frans, Factor 12, Edwin van der Toolen, Henk Dissel, John West, Sasja Brouwers en Pascal Redeker.
Tijdens Toppers in Concert 2012 werd het nummer Over De Top! voor het eerst niet gezongen.

## Tracklist

### CD

#### CD 1
1. Love Boat Thema Overture
2. In The Navy / YMCA
3. Zeemans Medley 2012
4. Love Medley 2012
5. Voorbij/ Ik Heb Je Lief
6. Shirley Bassey Medley
7. Samen
8. Beyonce Medley
9. Arena Kom Maar Op Medley
10. Just Can't Get Enough
11. George Michael/ Wham Medley
12. Lekker Op Vakantie Medley
13. Schlager Medley
14. Voetbal Goud Medley

#### CD 2
1. Discollects Medley 2012
2. Move Like Toppers 2012
3. Think Soul Medley
4. My Heart Will Go On
5. Rock Medley 2012
6. Paul De Leeuw Medley
7. Toppers Van Toppers Medley
8. De Geer Is In De Weer Medley
9. Whitney Houston Medley
10. Piano Pop Medley 2012
11. Corry Konings Medley
12. Gipsy Kings Medley

#### CD 3
1. Alle Remmen Los Medley
2. Lange Slinger Medley
3. Tropical Surprise Medley 2012
4. Toegift: Topper Van Je Eigen Leven
5. Polonaise Medley (Halftime Show 2012)
6. Walz Medley  (Halftime Show 2012)
7. Songfestival Medley  (Halftime Show 2012)
8. Uit De Oude Doos Medley (Halftime Show 2012)
9. Factor 12 Lalala Medley (Halftime Show 2012)

### DVD

#### DVD 1
1. Love Boat Thema Ouverture
2. In The Navy / YMCA
3. Zeemans Medley 2012
4. Love Medley 2012
5. Voorbij / Ik Heb Je Lief
6. Shirley Bassey medley
7. Samen
8. Beyonce Medley
9. ArenA Kom Maar Op Medley
10. Just Can't Get Enough
11. George Michel / Wham Medley
12. Lekker Op Vakantie Medley
13. Schlager Medley
14. Voetbal Goud Medley
15. Discollects Medley 2012

#### DVD 2
1. Move Like Toppers 2012
2. Think Soul Medley
3. My heart Will Go On
4. Rock Medley 2012
5. Paul de Leeuw Medley
6. Toppers Van Toppers Medley
7. De Geer In De Weer Medley
8. Whitney Houston Medley
9. Piano Pop Medley 2012
10. Corry Konings Medley
11. Gipsy Kings Medley
12. Alle Remmen Los medley
13. Lange Slinger Medley
14. Tropical Suprise Medley 2012
15. TOEGIFT: Topper Van Je Eigen Leven
16. Halftime Show 2012 (Bonustrack)

## Concert

### Deel 1
1. Love Boat Thema Overture
2. In The Navy / YMCA
3. Zeemans Medley 2012 
A. Daar Was Laatst Een Meisje Loos 
B. Varen Varen Over De Baren 
C. My Bonnie Lies Over The Ocean 
D. Op De Sluizen Van IJmuiden 
E. Aan Het Strand Stil En Verlaten 
F. Drunken Sailor
4. Love Medley 2012 
A. I Wonder Why 
B. Unchained Melody 
C. You Don't Have to Say You Love Me 
D. You're my world
5. Voorbij / Ik Heb Je Lief Paul de Leeuw
A. Voorbij
B. Ik Heb Je Lief
6. Shirley Bassey Medley Gerard Joling 
A. Goldfinger 
B. Diamonds Are Forever 
C. This Is My Life
7. SamenRené Froger
8. Beyonce Medley Glennis Grace 
A. Crazy In Love 
B. Independent Woman 
C. If I Were A Boy 
D. I'm A Survivor 
E. Single Ladies
9. Arena Kom Maar Op Medley Lange Frans & Jeroen van der Boom  
A. Zing Voor Me 
B. Een Nieuwe Dag 
C. Kom Maar Op
10. Just Can't Get Enough Paul Turner
11. George Michael/Wham Medley 
A. Careless Whisper 
B. I'm Your Man 
C. Edge Of Heaven 
D. Wake Me Up Before You Go
12. Lekker Op Vakantie Medley 
A. Dolores 
B. Antonio 
C. Viva España 
D. Bella Italia 
E. Anton Aus Tirol
13. Schlager Medley Paul de Leeuw & De Toppers 
A. Ein Festival Der Liebe 
B.  Schön Ist Es Auf Die Welt Zu Sein 
C. Ein Bisschen Frieden 
D. Fiesta Mexicana 
E. Du Kannst Nicht Immer 17 Sein 
F. Rosamunde
14. Voetbal Goud Medley 
A. Viva Hollandia 
B. Wij Houden Van Orannje 
C. You Never Walk Alone 
D. We Are The Champions
15. Discollects Medley 2012 
A. So You Win Again 
B. Ladies Night 
C. December 1963 (O, What A Night) 
D. I Love To Love 
E. Stomp

#### Pauze
Halftime Show 2012 
(Factor 12, Sasja Brouwers, John West, Edwin vd Toolen, Henk Dissel & Pascal Redeker)
Halftime Polonaise Medley 
A. Zak Eens Lekker Door 
B. 's Nachts Na Tweeën 
C. En Nou Die Hendjes De Lucht In 
D. De Bostella
Halftime Waltz Medley 
A. De Woonboot 
B. Het Kleine Café Aan De Haven 
C. 't Is Moeilijk Bescheiden Te Blijven 
D. De Nacht is Nog Zo lang 
E. 't Geeft Allemaal Niks
Halftime Songfestival Medley 
A. Save All Your Kisses For Me 
B. Ding-A-Ding 
C. Waterloo 
D. A-Bi-Ni-Bi 
E. Hallelujah
Halftime Uit De Oude Doos Medley 
A. Brandend Zand 
B. Foxy Foxtrot 
C. De Wandelclub 
D. twee motten 
E. Daar Bij De Waterkant
Factor 12 Lalala Medley 
A. Slavenkoor 
B. Triomphenmars 
C. Stars And Strips Forever

#### Deel 2
1. Move Like Toppers 2012 
A. Party Rock Anthem (Party Toppers)  
B. Love Is Gone  
C. When Love Takes Over  
D. Mr. Saxobeat  
E. Welcome To Saint-Tropez 
F. Release Me 
G. Moves Like Jagger
2. Think Soul Medley 
A. Hold On I´m Comin´ 
B. Soul Man 
C. I Feel Good 
D. Stand By Me 
E. Respect 
F. Think
3. My Heart Will Go One Glennis Grace & René Froger
4. Rock Medley 2012 René Froger & Jeroen van der Boom 
A. Da Ya Think I'm Sexy? 
B. Let's Stick Together 
C. Land of 1000 Dances 
D. Rockin´ All Over The World 
E. You Give Love A Bad Name
5. Paul de Leeuw Medley Paul de Leeuw 
A. Samen Zijn 
B. De Mallemolen 
C. Droomland 
D. Vlieg Met Me Mee
6. Toppers van Toppers Medley 
A. Het Is Nog Niet Voorbij 
B. Your Place Or Mine 
C. Jij Bent Zo 
D. Werd De Tijd Maar Teruggedraaid 
E. Alles Kan Een Mens Gelukkig Maken 
F. Betekenis 
G. Maar Vanavond 
H. Maak Me Gek 
I. This Is The Moment
7. De Geer Is In De Weer MedleyGerard Joling 
A. Mama (Ode aan Jannie Joling) 
B.Dan Voel Je Me Beter (Ai Se Eu Te Pego)
8. Whitney Houston Medley Glennis Grace 
A. I Will Always Love You 
B. I'm Every Woman 
C. All At Once 
D. I Wanna Dance With Somebody 
E. One Moment In Time
9. Piano Pop Medley 2012 Jeroen van der Boom 
A. Someone Like You 
B. Domino 
C. Ze Kwam Binnen Zonder Kloppen 
D. Is Dit Alles 
E. Smoorverliefd
10. Corry Konings Medley Annie de Rooij (Paul De Leeuw) & De Toppers 
A. Huilen Is Voor Jou Te Laat 
B. Adios Amor 
C. Jij Weet Toch Wel Wat Liefde Is 
D. Leven En Laten Leven 
E. Ik Krijg Een Heel Apart Gevoel Van Binnen
11. Gipsy Kings Medley Gipsy Kings 
A. Bamboleo 
B. Volare 
C. Djobi Djoba 
D. Marina 
E. A Mi Manera
12. Alle Remmen Los Medley 
A. Ik Heb De Hele Nacht Liggen Dromen 
B. Ik Heb Een Toeter Op Mijn Waterscooter 
C. Boten Anna 
D. Kom Van Dat Dak Af 
E. Laat de zon in je hart
13. Lange Slinger Medley Paul de Leeuw & De Toppers 
A. Een Bloemetjesgordijn 
B. Een Lijster In De La 
C. Wat Heb Je Gedaan Daan 
D. Als Ze Me Missen Dan Ben Ik Vissen 
E. Een bossie rooie rozen 
F. Zaterdagavond
14. Tropical Surprise Medley 2012 
A. Quando Quando Quando 
B. Late At Night 
C. Rio 
D. Copacabana 
E. I Go To Rio
15. Topper Van Je Eigen Leven

## Hitnotering

### NederlandseAlbum Top 100
| Positie: | 2 | 4 | 10 | 17 | 25 | 31 | 32 | 51 | 54 | 30 | 53 | 41 | 43 | 52 | 42 | 41 | 33 | 50 | 93 | 69 | 99 | uit | 100 | uit | 80 | uit | 69 | uit |

### Nederlandse DVD Top 30
| Positie: | 1  | 3  | 2  | 2  | 2  | 2  | 2  | 2   | 4  | 4   | 4  | 5  | 5  | 6  | 8  | 8  | 9  | 10 | 10 | 7  |
| Week:    | 21 | 22 | 23 | 24 | 25 | 26 | 27 | 28  | 29 | 30  | 31 | 32 | 33 | 34 | 35 | 36 | 37 | 38 | 39 | 40 |
| Positie: | 4  | 11 | 6  | 7  | 5  | 7  | 4  | 9   | 12 | 16  | 14 | 17 | 7  | 19 | 24 | 21 | 2  | 8  | 10 | 15 |
| Week:    | 41 | 42 | 43 | 44 | 45 | 46 | 47 |     | 48 |     | 49 | 50 |    |    |    |    |    |    |    |    |
| Positie: | 12 | 19 | 22 | 17 | 20 | 19 | 26 | uit | 30 | uit | 10 | 11 |    |    |    |    |    |    |    |    |